# 사이도쇼촌
사이도쇼촌(採銅所村)은 후쿠오카현 다가와군에 있던 촌이다. 현재의 가와라정 일부에 해당한다.